# Policlinico (metropolitana di Napoli)
Policlinico è una stazione della linea 1 della Metropolitana di Napoli.

## Storia
I lavori per la costruzione della stazione ebbero inizio nel 1985 e comportarono un investimento complessivo di circa 30 milioni di euro. Fu poi inaugurata il 28 marzo 1993 contemporaneamente alla prima tratta della linea Vanvitelli-Colli Aminei.
Il 26 ottobre 2009 è stata aperta una seconda uscita che, tramite un sottopassaggio lungo via Pansini, collega la stazione all'ospedale Antonio Cardarelli.

## Strutture e impianti
La stazione, in galleria, occupa una superficie di 4 541 m², con un'area di intervento pari a 7 200 m². La profondità della stazione è di 38 metri, presenta una pendenza dell'1,1% e dispone di 9 impianti e 3 uscite.

## Servizi
La stazione dispone di:
- Biglietteria automatica

## Luoghi e vie
La stazione prende il nome dal vicino secondo policlinico universitario e serve complessivamente buona parte della zona ospedaliera di Napoli. Inoltre la stazione serve anche le vicine Facoltà di Medicina e Chirurgia, Farmacia e Biotecnologie dell'Università degli Studi di Napoli Federico II e da essa si possono raggiungere anche l'ospedale Monaldi e l'ospedale Cotugno.

## Interscambi
- Fermata filobus
- Fermata autobus